# 상수도

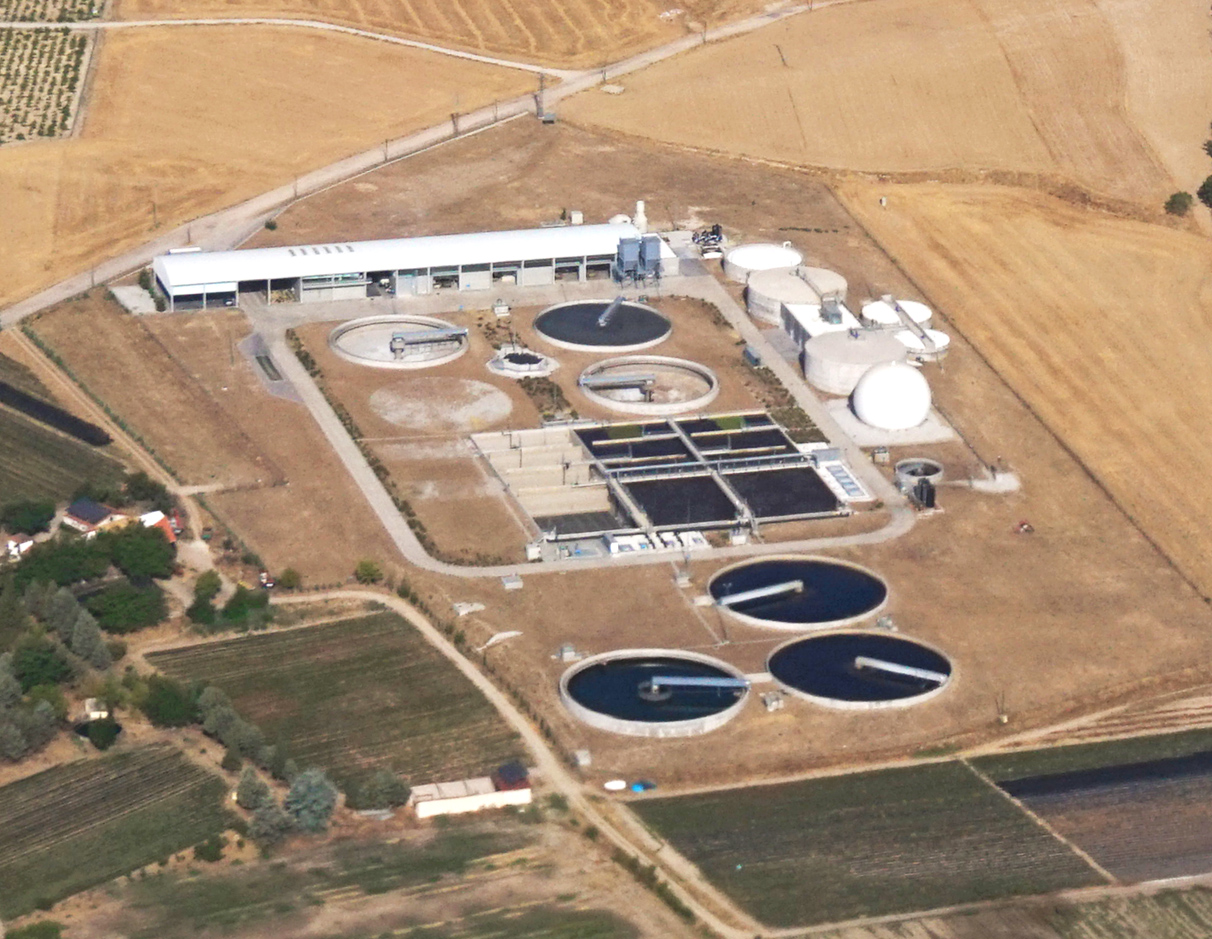
스페인 마드리드에 있는 상수도 시설. 2016년

상수도(上水道)는 먹는 물이나 생활 용수 따위를 보내 주는 배관이다. 도시나 마을에 깨끗한 물을 제공하는 과학은 현대 위생공학과 마찬가지로 토목공학의 주요 하위분야이다.
현대 사회에서 깨끗한 상수도를 제공하는 것은 정수 시설, 용수로, 우물, 지상이나 지하의 물 저장 탱크나 급수탑, 지하 터널, 배관, 펌프와 같은 토목 기사와 토목 기사를 관리하는 건설 회사에 의해 고안되고 건설되는 시설들을 포함하는 거대한 체계로 이루어진다. 깨끗한 상수도의 유용성은 공중 위생 혜택을 가져다주며, 보통 폐수를 제거하거나 정제하는 것은 상수도를 제공하는 것을 관리하는, '정부 기관'에 책임이 있다.

## 역사
역사를 통틀어 사람들은 물을 더 편리하게 얻고 사용할 수 있는 시스템을 고안해 왔다. 반건조 지역에 살았던 고대 페르시아인들은 기원전 1천년에 산에서 물에 접근하기 위해 카나트 시스템을 사용했다. 초기 로마에는 실내 배관이 있었는데, 이는 사람들이 사용할 수 있도록 집과 공공 우물 및 분수에서 끝나는 수로와 파이프 시스템을 의미한다.
계몽주의 시대까지 물 공급과 위생 분야에서는 거의 진전이 없었고 로마인의 공학 기술은 유럽 전역에서 대체로 무시되었다. 급격한 인구 증가로 인해 런던에서 민간 급수망 구축이 붐을 일으킨 것은 18세기였다. 런던의 물 공급 인프라는 중세 초기 도관부터 콜레라 위협에 대응하여 건설된 19세기 주요 처리 시설, 현대적인 대규모 저수지에 이르기까지 수세기에 걸쳐 발전했다. 최초의 나사식 수도꼭지는 1845년 로더햄(Rotherham)의 황동 주조소인 게스트(Guest)와 차임스(Chrimes)에게 특허가 주어졌다.
물 공급을 정화하기 위해 최초로 모래 필터를 사용한 기록은 1804년으로 거슬러 올라간다. 당시 스코틀랜드 페이즐리의 표백장 주인인 존 깁(John Gibb)은 실험적인 필터를 설치하여 원치 않는 잉여분을 대중에게 판매했다. 세계 최초의 처리된 공공 용수 공급 장치는 1829년 런던의 첼시 워터웍스 컴퍼니(Chelsea Waterworks Company)를 위한 엔지니어 제임스 심슨(James Simpson)에 의해 설치되었다. 수처리 관행은 곧 주류가 되었고 시스템의 장점은 의사의 조사 이후 극명하게 드러났다. 1854년 브로드 스트리트 콜레라 발병 당시 존 스노우(John Snow)는 콜레라 전염병 확산에서 물 공급의 역할을 보여주었다.

## 성분
세계 여러 지역에서 공중 치아 위생을 향상시키기 위하여 상수도에 불소를 포함한 화학 약품이 첨가되며, 몇몇 국가에서는 시민들의 주요 논쟁의 쟁점으로 남아있다. 상수도에는 다양한 종류의 천연 성분이 포함되어 있지만, 경수의 탄산 칼슘과 같은 이물질 제거 물질, 마그네슘이나 철과 같은 금속 이온, 황화 수소와 같은 악취 가스 등의 비교적 해로운 오염 물질 또한 포함되기도 한다. 지하수에 영향을 미치는 지질 상태가 물에 포함되는 물질을 결정하는 요인이 된다. 가끔 생물학적으로 위험한 화학 물질의 급수장으로의 누출과 같은 위생에 영향을 미치는 문제가 발생하게 되면, 정부에서는 상수도를 이용하는 대신 생수를 마시도록 권고한다.

## 계통
상수도의 계통은 수원-취수-도수-정수-송수-배수-급수로 구분된다. 도수, 송수, 급수 등에서는 지형에 따라 높은 곳에서 낮은 곳으로 갈 때 비용 절감을 위해 자연적으로 흐르게 하는 자연유하식으로 할 수도 있다. 만약 낮은 곳에서 높은 곳으로 수로가 이동해야한다면 펌프 설치가 필요하다.

### 수원지
수원지(Water source)란 수돗물의 원료가 되는 물이 있는 곳이다.

### 취수
취수(Intake)란 수원지로부터 필요한 수량을 취입하는 과정을 말한다.

### 도수
도수(Conveyance of water)란 취수한 물을 정수지로 이동시키는 과정이다. 도수 방법엔 자연유하식과 펌프 압송식이 있는데 자연 유하식이 유지관리가 더 쉽다.

### 정수
정수(Purification)란 취수한 물을 사용 목적에 맞게 수질 개선하는 과정이다. 정수지로 도수되어 온 원수(原水)를 물리적, 화학적 처리를 통해 정수하게 된다. 보통의 공공 수도에서는 착수정→응집→약품 침전→급속 여과→소독(염소, 오존)의 순서를 거쳐 정수가 진행된다. 완속 여과 시에는 착수정→보통 침전→완속 여과→소독의 순서로 정수가 진행된다.

### 송수
송수(Transmission)란 정수된 물을 배수지까지 보내는 과정이다.

### 배수
배수(Distribution)란 정수된 물을 급수 지역까지 보내는 과정이다. 배수관에는 주철관이 사용된다. 주철관의 장점은 이음부 굴곡성이 좋다는 점, 임의로 직관이나 이형관을 주조할 수 있다는 점이 있다. 단점은 재질이 약해 파열되기 쉽다는 점인데, 이 때문에 관을 두껍게 만들어서 운반비가 많이 들게 된다. 이런 한계를 극복하기 위해 경질 염화비닐관을 쓰기도 한다. 경질 염화비닐관은 시간이 지나도 통수능 감소가 없으며 관에 끼는 관석(scale)이 적은 장점이 있다. 석면 시멘트관은 조직이 치밀하고 고압에도 잘 견딘다. 화학 작용을 받지 않는 장점이 있다. 배수관을 설치할 때는 동결 깊이, 지하수위에 의해 관이 뜨는 것, 노면 위 차량이 지나가면서 발생하는 윤하중을 고려하여 최소 매설 깊이를 정한다.
배수관 설계 기준은 계획 1시간 최대 급수량을 기준으로 한다.

### 급수
급수(Service)란 배수관을 통해 운반된 물을 사용자에게 공급하는 과정이다. 급수 방식은 대표적으로 두 가지가 있다. 첫번째는 직결식 급수 방식으로, 관로 내 수압이 충분한 경우 사용한다. 두번째는 탱크식(저수조식) 급수방식으로, 관로 내 수압이 부족한 경우 적용하며, 재해 시, 단수 시, 물 확보가 필요한 경우에 유리하다는 장점이 있다.

## 상수도의 설계
상수도 기본계획시 계획년도(목표 년도)는 15-20년을 표준으로 한다. 만일 큰 댐이나 대규모의 도수 또는 송수 시설을 계획한다면 계획년한은 25-50년으로 한다. 이렇게 하는 이유는 큰 규모의 구조물일 경우 장래에 확장하기 어려운 것을 고려하기 때문이다. 계획년도를 결정할 때는 다음을 고려해서 결정해야 한다.
- 채용 구조물과 시설의 내용 년수
- 시설 확장 난이도
- 도시의 발전 정도, 인구 증가 전망
- 재정 상태, 건설비, 자본 확보
- 수도 수입 연차별 예상액

### 계획 급수 인구
계획 급수 인구란 상수도의 물을 공급받는 인구를 말한다.
계획 급수 인구 = 급수 구역 내 총 인구 × 상수도 보급율(%)
계획 급수 인구를 추정하는 방법은 등차급수 방법, 등비급수 방법, 로지스틱 커브 방법 등이 있다. 상수도의 계획 급수 인구에 대한 추정은 과거 약 20년간의 인구 자료를 보고 추정한다.

### 계획 급수량 산정
계획 급수량을 산정하는 일은 투여될 약품 양의 계산, 전력 사용량, 유지 관리비, 상수도 요금 산정, 상수도 시설 규모 결정, 배수 본관의 설계 등에 필요하다. 종류로는 계획 1일 평균 급수량, 계획 1일 최대 급수량, 계획 시간 최대 급수량이 있다. 상수도가 공급될 대상 지역이 대도시인지 공업도시인지, 소도시인지 등에 따라 계획 급수량은 달라진다.

### 상수관로의 설계

#### 도수, 송수관 설계
도수, 송수관의 유속은 0.3 ~ 3.0m/s로 한다. 최소 유속이 있는 이유는 관로 내에 이물질이 퇴적되는 것을 방지하기 위해서이고, 최대 유속이 있는 이유는 관로의 마모를 방지하기 위해서이다.
도수, 송수 방식은 자연 유하식과 펌프 압송식이 있다. 자연 유하식은 낙차를 이용하여 물을 보내는 방식으로, 개수로식과 관수로식으로 구분된다. 수원이 높은 곳에 위치하고 도수로가 긴 경우에 적당한 방식이다. 유지 관리가 용이하고 관리비가 적게 소모되어 경제적이라는 장점이 있다. 단점으로는 오수가 침입할 염려가 있다.
펌프 압송식은 수원지와 배수지의 고저차 때문에 자연 유하식을 사용할 수 없을 때 쓰는 방법이다. 관수로식밖에 없다. 펌프를 가동하는 데 전력비와 유지관리비가 들기 때문에 수원지와 가까운 경우 설치하는 것이 좋다. 단점으로는 수압으로 인한 누수의 위험이 있다.
도수, 송수 방식 선정에서 특히 유의해야할 점은 송수관의 경우 정수된 물을 운반해야 하므로 오염방지를 위해 원칙적으로 관수로로 해야 한다는 점, 동수구배선 이하가 되도록 해야한다는 점, 수평, 수직의 급격한 굴곡은 피해야 한다는 점이 있다.

#### 배수관망의 계산

##### 등치관법
등치관(等値管)이란 손실 수두가 같으면서 직경이 다른 관을 말한다. 등치관법은 Hardy-Cross 법을 적용하기 전에 복잡한 관망을 간단한 관망으로 골격화시키기 위한 예비작업에 쓰는 방법이다. 1번 관의 길이, 직경, 유량을 각각 L1, D1, Q1이라 하고, 2번 관의 길이, 직경, 유량을 각각 L2, D2, Q2라 한다면, 이들의 관계는 다음과 같이 나타낼 수 있다.
{\displaystyle L_{2}=L_{1}\left({\frac {D_{2}}{D_{1}}}\right)^{4.87},\qquad Q_{2}=Q_{1}\left({\frac {L_{1}}{L_{2}}}\right)^{0.54}}

##### Hardy-Cross 법
관망이 복잡한 경우 사용하는 반복 근사해법이다. Hazen-Williams 공식{\displaystyle (h_{L}=kQ^{1.85})}를 이용하여 배수관망의 유량을 계산한다. Hardy-Cross 법에는 세 가지 기본 가정이 있다. 첫째는 배수관에 들어온 유입 유량은 정지하지 않는다는 것이고, 두번째는 각 폐합 관의 마찰손실수두의 합은 0이라는 것, 세번째는 마찰 이외의 손실은 무시한다는 것이다.

## 상수관 접합
상수관을 접합하는 방법은 여러 가지가 있다. 예를 들어 Mechanical 접합은 고무링을 이용해 수밀하는 접합 방법이다.

## 상수관 매설
1000mm 직경 이상의 대관경 관은 1.5-2.0m 깊이에 묻는 것이 적당하다.

## 기타
상수관로는 시간이 갈수록 관석이 생겨 통수단면적이 줄어든다. 이에 따라 통수능력이 줄어들어 수송능력이 저하된다. 배수 단계에서, 이는 경질 염화비닐관을 사용함으로써 극복된다.

## 같이 보기
- 상수원보호구역
- 수도 (시설)
- 중수도
- 하수도

## 참고 문헌
- 노재식; 한웅규; 정용욱 (2016). 《토목기사 대비 상하수도 공학》. 한솔아카데미. ISBN 9791156562344.